# МСВ-Арена
МСВ-Арена (нем. MSV-Arena; также известен как Ведаустадион (нем. Wedaustadion) и Шауйнсланд-Райзен-Арена (нем. Schauinsland-Reisen-Arena) — футбольный стадион в Дуйсбурге, Северный Рейн-Вестфалия, Германия, построенный в 2004 году. Является домашней ареной футбольного клуба Дуйсбург и вмещает 31 500 человек. Он был построен на месте старого Ведаустадиона. Стадион был местом проведения Всемирных игр 2005 года. На поле проводят домашние матчи команды «Юрдинген 05» и «Дуйсбург».

## Ведаустадион

### Начало
В 1922 году, стадион начал впервые эксплуатироваться в связи с Чемпионатом Германии по лёгкой атлетике. Официально открытие арены состоялось в 1926 году, обер-бургомистром Карлом Жаром.
23 ноября 1924 года, сборная Германии по футболу впервые сыграла матч на Ведаустадион, против национальной сборной Италии. 22 октября 1933 года, несмотря на недостроенный стадион, сборная Германии провела товарищеский матч против сборной Бельгии.
Изначально стадион был домашней ареной SpV Дуйсбург, который с 1904 по 1927 год, десять раз становился чемпионом Западной Германии по футболу.

### Домашняя арена Дуйсбурга
В начале 1960-х годов, совет города «Дуйсбург» принял решение о модернизации стадиона. С 1962 по 1964 год, под руководством архитектора Франца Куровских, была построена западная трибуна, вмещавшая 6500 сидячих мест.
После того как клуб Дуйсбург вступил созданную Бундеслигу, он стал проводить свои домашние матчи на этой арене.
В 1973 году, на стадионе прошёл Чемпионат Европы по лёгкой атлетике среди юниоров. Кроме того, арена принимала Летнею Универсиаду 1989.

## МСВ-Арена
В период с 2003 по 2004 год, стадион был перестроен в полностью футбольную арену. Подрядчиком выступил Вальтер Хельмих , который в то время занимал пост генерального директора клуба. Первый матч на новом стадионе, состоялся 17 октября 2003 года, в матче против Рот-Вайсс Оберхаузен (1:1).

### Название
В июле 2010 года, между подрядчиком стадиона и компанией MSV был заключён контракт до 30 июня 2021 года. Впоследствии контракт был снова продлён. Несмотря на это, стадион часто продолжают называть Ведаустадион.

### Домашняя арена Юрдинген 05
Из-за того что домашний стадион Юрдингена, Гротенбург, не соответствовал требованиям третьей лиги, в сезоне 2018/2019, клуб проводил свои домашние матчи на стадионе в Дуйсбурге.